# Honduras op de Olympische Zomerspelen 1988
Honduras nam deel aan de Olympische Zomerspelen 1988 in Seoel, Zuid-Korea. Er werden geen medailles gewonnen voor Honduras.

## Deelnemers en resultaten

### Atletiek
| Olympiër          | Discipline            | Resultaat | Prestatie              |
| ----------------- | --------------------- | --------- | ---------------------- |
| Jorge Fidel Ponce | 400m (m)              | 68e       | serie 9: 6de in 51,11  |
| Jorge Fidel Ponce | 400m horden (m)       | 36e       | serie 2: 8ste in 55,38 |
| Santiago Fonseca  | 20km snelwandelen (m) | 40e       | 1:27.41                |
| Rafael Valladares | 20km snelwandelen (m) | 48e       | 1:37.09                |

### Boksen
| Olympiër         | Discipline | Resultaat | Prestatie                                           |
| ---------------- | ---------- | --------- | --------------------------------------------------- |
| Darwin Angeles   | -48kg (m)  | 17e       | 1ste ronde: vrij 2de ronde: V van LBR Stewart: 0-5  |
| Roberto Martinez | -75kg (m)  | 17e       | 1ste ronde: vrij 2de ronde: V van FIN Hukkanen: 0-5 |

### Zwemmen
| Olympiër             | Discipline           | Resultaat | Prestatie                |
| -------------------- | -------------------- | --------- | ------------------------ |
| Pablo Barahona       | 50m vrije slag (m)   | 58e       | serie 2: 2de in 25,79    |
| Plutarco Castellanos | 50m vrije slag (m)   | 60e       | serie 2: 3de in 26,00    |
| Pablo Barahona       | 100m vrije slag (m)  | 58e       | serie 2: 4de in 57,97    |
| Plutarco Castellanos | 100m vrije slag (m)  | 60e       | serie 2: 2de in 56,11    |
| Pablo Barahona       | 100m rugslag (m)     | 46e       | serie 2: 7de in 1.03,90  |
| Pablo Barahona       | 200m rugslag (m)     | 38e       | serie 1: 2de in 2.21,61  |
| Plutarco Castellanos | 100m vlinderslag (m) | 47e       | serie 1: 3de in 1.02,69  |
|                      |                      |           |                          |
| Ana Joselina Fortin  | 50m vrije slag (v)   | 38e       | serie 3: 6de in 28,46    |
| Ana Joselina Fortin  | 100m vrije slag (v)  | 44e       | serie 3: 4de in 1.01,11  |
| Ana Joselina Fortin  | 100m rugslag (v)     | 33e       | serie 2: 1ste in 1.10,10 |
| Ana Joselina Fortin  | 200m rugslag (v)     | 29e       | serie 1: 1ste in 2.32,13 |
| Ana Joselina Fortin  | 100m vlinderslag (v) | 35e       | serie 1: 3de in 1.07,99  |

Afghanistan · Algerije · Amerikaanse Maagdeneilanden · Amerikaans-Samoa · Andorra · Angola · Antigua en Barbuda · Argentinië · Aruba · Australië · Bahama’s · Bahrein · Bangladesh · Barbados · België · Belize · Benin · Bermuda · Bhutan · Birma · Bolivia · Bondsrepubliek Duitsland · Botswana · Brazilië · Britse Maagdeneilanden · Brunei · Bulgarije · Burkina Faso · Canada · Centraal-Afrikaanse Republiek · Chili · China · Chinees Taipei · Colombia · Congo-Brazzaville · Cookeilanden · Costa Rica · Cyprus · Denemarken · Djibouti · Dominicaanse Republiek · Duitse Democratische Republiek · Ecuador · Egypte · El Salvador · Equatoriaal-Guinea · Fiji · Filipijnen · Finland · Frankrijk · Gabon · Gambia · Ghana · Grenada · Griekenland · Groot-Brittannië · Guam · Guatemala · Guinee · Guyana · Haïti · Honduras · Hongarije · Hongkong · Ierland · IJsland · India · Indonesië · Irak · Iran · Israël · Italië · Ivoorkust · Jamaica · Japan · Joegoslavië · Jordanië · Kaaimaneilanden · Kameroen · Kenia · Koeweit · Laos · Lesotho · Libanon · Liberia · Libië · Liechtenstein · Luxemburg · Malawi · Malediven · Maleisië · Mali · Malta · Marokko · Mauritanië · Mauritius · Mexico · Monaco · Mongolië · Mozambique · Nederland · Nederlandse Antillen · Nepal · Nieuw-Zeeland · Niger · Nigeria · Noord-Jemen · Noorwegen · Oeganda · Oman · Oostenrijk · Pakistan · Panama · Papoea-Nieuw-Guinea · Paraguay · Peru · Polen · Portugal · Puerto Rico · Qatar · Roemenië · Rwanda · Saint Vincent en de Grenadines · Salomonseilanden · Samoa · San Marino · Saoedi-Arabië · Senegal · Sierra Leone · Singapore · Soedan · Somalië · Sovjet-Unie · Spanje · Sri Lanka · Suriname · Swaziland · Syrië · Tanzania · Thailand · Togo · Tonga · Trinidad en Tobago · Tsjaad · Tsjecho-Slowakije · Tunesië · Turkije · Uruguay · Vanuatu · Venezuela · Verenigde Arabische Emiraten · Verenigde Staten · Vietnam · Zaïre · Zambia · Zimbabwe · Zuid-Jemen · Zuid-Korea · Zweden · Zwitserland